# Clement Deykin
Clement Pemberton Deykin (Lapley, Staffordshire, 1 d'octubre de 1877 - Victoria, Colúmbia Britànica, Canadà, 14 de març de 1969) va ser un jugador de rugbi anglès que va competir a cavall del segle xix i el segle xx. El 1900 va prendre part en els Jocs Olímpics de París, on guanyà la medalla de plata en la competició de rugbi, com a integrant de l'equip Moseley Wanderers RFC, que exercia d'equip nacional en aquesta competició.